# Fritz Klein (nazi)
Pour les articles homonymes, voir Fritz Klein.
Fritz Klein (24 novembre 1888 - 13 décembre 1945) était un officier allemand de la Schutzstaffel (SS), criminel de guerre qui exerça comme médecin dans le camp de concentration d'Auschwitz puis de Bergen-Belsen durant la Seconde Guerre mondiale.

## Biographie

### Jeunesse et formation
Saxon transylvain, Klein naît à Schwarzberg / Feketehalom, en Autriche-Hongrie (en roumain Codlea, à présent en Roumanie centrale).
Il intègre l'Université de Budapest pour y étudier la médecine et effectue son service militaire tout en finissant ses études à Budapest après la Première Guerre mondiale.

### Carrière médicale
Il travaille ensuite comme médecin dans sa région natale, devenue roumaine. Devenu lui aussi citoyen roumain, il est mobilisé dans l'armée roumaine lors de l'attaque nazie et roumaine contre l'Union soviétique en 1941, et sert d'ambulancier sur le Front de l'Est.
En mai 1943, à la demande d'Adolf Hitler, son homologue roumain Ion Antonescu transfère les allemands ethniques de l'armée roumaine dans l'armée allemande.
Nazi convaincu, Fritz Klein s'enrôle dans la Waffen-SS et il est classé dans la SS-Personalhauptamt opérant en Yougoslavie.

### Médecin dans les camps
Le 15 décembre 1943, il est affecté au camp de concentration d'Auschwitz, où il sert de Sanitätswesen dans le camp féminin de Birkenau puis dans le camp des Roms. Là, il participe au tri des déportés (Selektionen) entre ceux voués au travail forcé et ceux voués à la chambre à gaz. Il faisait également des expériences sur des détenues cancéreuses. Antisémite, il se montrait cruel avec ses patients Juifs mais pouvait faire preuve de courtoisie avec les autres patients.

Lorsque le Dr Ella Lingens-Reiner, elle-même déportée en 1942 pour dissidence, lui montra les cheminées et lui demanda comment il conciliait ses actions de SS avec ses obligations éthiques de médecin, Klein déclara:

« Mon serment d'Hippocrate me dit d'extraire un appendice gangrené hors du corps humain. Les Juifs sont l'appendice gangrené de l'humanité. C'est pourquoi je les extrais. »

En décembre 1944, il est transféré au camp de concentration de Neuengamme, puis à celui de Bergen-Belsen en janvier 1945.

### Après la guerre
À la libération du camp, il se rend, en compagnie de Josef Kramer, aux troupes britanniques qui l'obligent à ensevelir les cadavres restants dans des fosses communes. L'unité photographique et cinématographique britannique de la 5e armée a photographié Klein debout dans une fosse commune, dans une célèbre photo de 1945.

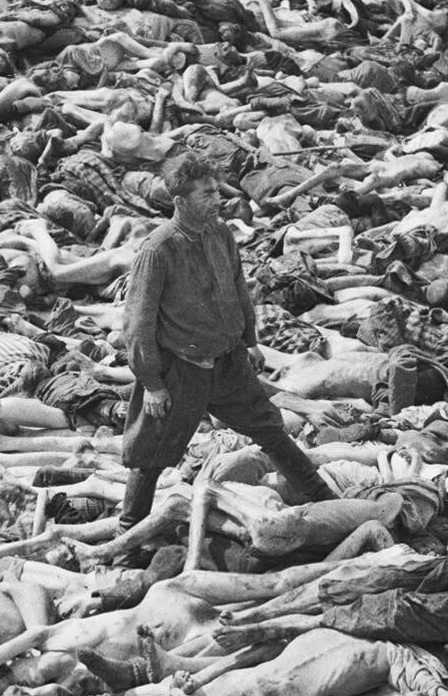
Fritz Klein au milieu de cadavres de déportés. Les Britanniques imposent aux gardiens du camp de participer manuellement à l'enterrement des dépouilles des prisonniers.

Klein et 44 autres personnels du camp ont été jugés dans le procès de Belsen par un tribunal militaire britannique à Lunebourg. Le procès a duré plusieurs semaines de septembre à novembre 1945. Au cours du procès, Anita Lasker-Wallfisch confirme la participation de Klein au tri des déportés.

### Exécution
Klein est condamné à mort et pendu à la prison de Hamelin par Albert Pierrepoint, le 13 décembre 1945 sans avoir jamais exprimé de regrets,.